# The Dollar Bottom
The Dollar Bottom (literalment, "El fons del dòlar") és un curtmetratge britànic de 1981 dirigit per Roger Christian. Va guanyar un Premi de l'Acadèmia a la 53a edició dels Oscar en 1981 per al Millor curtmetratge.

## Trama
Els alumnes d'escola pública estableixen un pla d'assegurança contra els assots dels professors. L'esquema és tan reeixit que floten a l'empresa al Mercat de Valors.

## Repartiment
- Robert Urquhart com a director
- Rikki Fulton com a Karl
- Jonathan McNeil com a Taylor 2
- Angus Reid com a Graham
- Iain Andrew com a Browne
- David Bullion com a Macadam
- Martin Thom com Macbeth
- Neil Crossan com Knox
- John Camp com Hepburn
- Peter Adair com Moncrieff
- David Mowat com a Porter
- Ruth Munroe com a Senyora Maclaren
- Alexander Bell com a Estudiant
- Robin Gow com Estudiant
- Bruce Barrons com Estudiant
- Gareth Williams com a Estudiant